# ألينا سانكو
ألينا سانكو (من مواليد 31 ديسمبر 1998 ؛ الروسية: Алина Санько) حاملة لقب مسابقة ملكة جمال بعدما توجت ممثلة آزوف التابعة لمقاطعة روستوف في مسابقة ملكة جمال روسيا 2019 عن عمر 20 عاماً وستمثل روسيا في مسابقة ملكة جمال العالم 2019. وأصبحت ثاني ملكة تحمل تاج ميركوري بعد يوليا بولياتشيخينا عام 2018، وبالإضافة لذلك حصلت على الجائزة الرئيسية في المسابقة - بطاقة مصرفية من بنك ستاندرد الروسي بقيمة 3,000,000 روبل، وكذلك فرصة لتمثيل روسيا في المسابقات الدولية المرموقة «ملكة جمال العالم» و «ملكة جمال الكون».بصفتها ملكة جمال روسيا بسبب المواعيد المتضاربة، تنافست فقط في ملكة جمال العالم؛ انسحبت روسيا في نهاية المطاف من مسابقة ملكة جمال الكون بعد التأخير في الإعلان عن تاريخ ومكان المسابقة، الأمر الذي كان سيجعل من الصعب العثور على بديل للتنافس وتأمين تأشيرة أمريكية. عادت ألينا للمشاركة في مسابقة ملكة جمال الكون 2020 مع تأجيل موعد اقامة المسابقة بسبب تأثير ظروف جائحة كورونا-19، في 16 مايو 2021 في فندق وكازينو سيمينول هارد روك في هوليوود، فلوريدا، الولايات المتحدة، لكنها لم تتأهل إلى المراكز المتفدمة في المسابقة.

## نشأتها
ولدت ألينا سانكو في 31 ديسمبر 1998 في آزوف. تقيم في موسكو وتلتحق بجامعة موسكو الحكومية لإدارة الأراضي، حيث تدرس الهندسة المعمارية.

## المشاركة الوطنية
في عام 2019، تم اختيار سانكو لتمثيل آزوف في ملكة جمال روسيا 2019. وتقدمت في المسابقة إلى التتويج، خلفًا يوليا بولياتشيخينا من تشوفاشيا. وكان المتسابقان هما أرينا فيرينا من يكاترينبرج ورالينا أرابوفا من تتارستان. كجزء من فوزها بالجائزة، حصلت سانكو على سيارة جديدة و 3 ملايين. بصفتها ملكة جمال روسيا، منحت سانكو الفرصة تمثيل روسيا في مسابقة ملكة جمال العالم 2019.

## روابط خارجية
- ألينا سانكو على إنستغرام

| الجوائز و الإنجازات     | الجوائز و الإنجازات  | الجوائز و الإنجازات |
| ----------------------- | -------------------- | ------------------- |
| سبقه يوليا بولياتشيخينا | ملكة جمال روسيا 2019 | تبعه يحدد لاحقا     |